# Montie Rissel
Montie Ralph Rissell (Wellington, 28 novembre 1958) è un serial killer statunitense.
A soli 18 anni è stato condannato per lo stupro e l'uccisione di cinque donne tra il 1976 e il 1977 ad Alexandria, luogo in cui viveva. Accusato di rapimento, stupro e omicidio, quando si dichiarò colpevole delle accuse di omicidio, le accuse di rapimento e stupro furono ritirate. Successivamente è stato condannato a cinque ergastoli consecutivi.

## Primi anni
Rissell visse i primi sette anni della sua vita a Wellington (Kansas), sua città natale. Viveva con la madre, già divorziata due volte quando Montie aveva solo dodici anni, e un fratello e una sorella più grandi. Il padre biologico di Rissell se ne andò di casa quando lui aveva sette anni.
All'età di 14 anni, Rissell commise il suo primo stupro. Fu incriminato per una serie di reati minori e finì in carcere nel 1973. Uscito di prigione nel 1975, poco tempo dopo venne nuovamente arrestato per tentata rapina dopo aver cercato di derubare una donna in un ascensore minacciandola con un coltello. Abbandonò gli studi a 17 anni.

## Omicidi
Rissell si infuriò molto con la sua ex fidanzata dopo averla vista in compagnia di un altro uomo. Il 4 agosto 1976, egli vide la ventiseienne Aura Marina Gabor, una prostituta che viveva nel suo stesso blocco di appartamenti a North Armistead Street, Alexandria. Per sfogarsi, decise di approcciarla. Rissell ha affermato di essersi arrabbiato con lei dopo che la ragazza "gli aveva permesso di fare sesso con lei e gli diede l'impressione che le piacesse", così la affogò in un torrente vicino.
Il secondo omicidio ebbe luogo nel marzo 1977, quando Rissell violentò e uccise a coltellate la ventiduenne Ursula Miltenberger, dipendente di McDonald's. Il suo cadavere fu trovato il 6 marzo nel bosco di Fairfax.
Qualche tempo dopo, Rissell cercò di uccidere un'altra donna non identificata; tuttavia, la lasciò andare via quando la vittima si mise a piangere raccontandogli che il padre era malato di cancro; malattia dalla quale era afflitto anche il fratello di Rissell, Harold.
Il terzo omicidio fu quello della ventisettenne Gladys Ross Bradley, commessa in un ufficio postale. Nell'aprile 1977, Rissell aspettò che la donna uscisse di casa, poi la costrinse a seguirlo minacciandola con un coltello da cucina. La stuprò due volte, quindi la trascinò in una zona boschiva dove la affogò. Il corpo venne rinvenuto il 29 aprile 1977.
Il quarto omicidio fu quello di Aletha Byrd, 34 anni, consulente del personale presso la Woodward & Lothrop nel Tysons Corner Center. Aletha era scomparsa da casa il 10 aprile 1977. Fu trovata morta il 17 maggio in un bosco, colpita da numerose coltellate.
La quinta ed ultima vittima fu la ventiquattrenne Jeanette McClelland, una grafica pubblicitaria della Bru-El Graphics. Il suo cadavere venne ritrovato il 5 maggio 1977 in un canale sotterraneo vicino a Shirley Highway. Il suo corpo recava segni di violenza carnale ripetuta e di oltre cento ferite di arma da taglio. Il 18 maggio, la polizia (che teneva Rissell sotto sorveglianza in qualità di sospetto) perquisendo l'auto di Montie trovò 
portafoglio, chiavi e pettine di Aletha Byrd. Arrestato, Rissell confessò subito tutti gli omicidi.
L'11 ottobre 1977 fu condannato a cinque ergastoli consecutivi, uno per ogni omicidio. Aveva solo 18 anni al momento della condanna.

## Riferimenti nella cultura di massa
Montie Rissell, interpretato dall'attore Sam Strike, appare nel quarto episodio della prima stagione della serie televisiva Mindhunter in onda su Netflix.